# Kaiwanna
Kaiwanna è il nono album in studio del cantautore italiano Edoardo Bennato. Prodotto e arrangiato da Mauro Spina, Pier Michelatti e Luciano Ninzatti.

## Il disco
Esce nel 1985 ed è un lavoro contenente una vasta gamma di suoni e generi che vanno dal rock psichedelico di Eroe Fantasy alla pop ballad In cerca del futuro e al cool jazz di Relax; dalla sperimentale Kaiwanna (nella quale inventa un idioma incomprensibile e arriva a campionare la musica lirica) al trascinante hard rock di Asia, per finire con la romantica Guarda là, non temendo neanche di sconfinare nel territorio della musica new wave con "Zero in condotta". Tra le note di copertina si prospetta un ipotetico futuro datato 2585 nel quale si possa parlare questa fantomatica lingua immaginata nella title track. La canzone Cinque secoli fa  farebbe dunque riferimento a questo tuffo nel passato rivolto al futuro, sebbene ci sia un evidente errore matematico, in quanto il 2585 rappresenterebbe un salto temporale di 600 e non di 500 anni in avanti.
Il titolo del disco (e della canzone omonima) deriva dal nome della tribù di pellerossa Cheyenne in lingua locale (e da esso prenderà il nome anche l'etichetta Cheyenne Records). Ma il nome rimanda anche a Caivano, comune e zona industriale nella sua città metropolitana.
È un album che, insieme a È arrivato un bastimento, segna l'inizio del cambiamento verso lo stile musicale che caratterizzerà il Bennato dei tardi anni 80.
L'album raggiunge la posizione n. 4 nella classifica degli album più venduti in Italia, diventando il ventisettesimo album più venduto del 1985.
Testi e musiche di Edoardo Bennato, tranne In cerca del futuro (di Eugenio Bennato).
Dall'album non vennero pubblicati singoli, tranne un paio di edizioni per juke-box: Zero in condotta / Kaiwanna (Dischi Ricordi, JB 301) e Guarda là / In cerca del futuro (Dischi Ricordi, JB 305).

## Tracce
LATO A
1. Eroe Fantasy - 5:25
2. In cerca del futuro - 5:15
3. Zero in condotta (poi ripubblicata nell'album Pronti a salpare) - 4:53
4. Relax - 3:05

LATO B
1. Kaiwanna - 6:13
2. Asia - 4:58
3. Cinque secoli fa - 4:51
4. Guarda là - 2:11

NELLA VERSIONE SU CD ANCHE:
- Nisida - 5:18
- E invece no - 5:17

## Formazione
- Edoardo Bennato - voce, armonica
- Luciano Ninzatti - chitarra
- Stefano Pulga - tastiera
- Mauro Spina - batteria
- Pier Michelatti - basso, cori, contrabbasso
- Marco Colucci - tastiera (in Asia)
- Bernardo Ferrara - tromba
- Antonio Marzullo - trombone
- Amedeo Bianchi - sax
- Giovanni Minale - sax alto, sassofono tenore
- Angela Campanelli - cori